# Anthony Drennan
Anthony Drennan (Luton, Inglaterra, 1958) es un guitarrista irlandés conocido por ser desde 1998 hasta la actualidad el guitarrista de la banda The Corrs, con quienes ha realizado todas sus giras internacionales desde entonces así como la grabación de sus discos de estudio y directo, acompañando también a Andrea Corr y Sharon Corr en sus proyectos en solitario. Así mismo también es conocido por haber participado en el grupo británico Genesis como guitarrista y bajista suplementario durante los conciertos entre 1997 y 1998, de la gira Calling All Stations, única gira con sólo dos miembros originales del grupo, Tony Banks y Mike Rutherford. 
Ha tocado también junto a Clannad, Paul Brady, Moving Hearts, y docenas de otras bandas e intérpretes del Reino Unido. Simultáneamente, y desde 2010, participa en la segunda etapa del grupo del bajista y guitarrista de Genesis, Mike Rutherford, Mike and the Mechanics, con quienes ha grabado su último disco, The Road (2011), y participado con el grupo en la gira Hit The Road durante 2012 y 2013.
- Datos: Q4772428